# ولسوالی گذره
گذره یکی از ولسوالی‌های زیبای ولایت هرات در جنوب باختری افغانستان است. جمعیت آن در سال ۲۰۰۶ میلادی، ۱۳۵٬۱۸۷ نفر اعلام شده‌است. ۹۰ درصد باشندگان این ولسوالی فارسی‌زبانان هستند . مردم این منطقه در مبارزه علیه روس‌ها و اشغال آمریکا نقش عمده‌ای داشتند.
محصولات کشاورزی این ولسوالی شامل انواع و اقسام حبوبات و غله‌جات، میوه‌جات تازه مثل انگور، سیب، انار، شفتالو، زردآلو و غیره می‌باشد.
برنج سیاوشان از شهرت خاصی برخوردار است که به‌نام برنج صدری سیاوشان مشهور است. مرکز این ولسوالی شهر گذره است. و بزرگترین منطقه‌ای آن کورت است